# Collins-Klasse
Die Collins-Klasse ist die modernste und momentan einzige im Einsatz befindliche U-Boot-Klasse der Royal Australian Navy. Die sechs U-Boote der Klasse tragen die Namen australischer Seeleute, die sich im Zweiten Weltkrieg ausgezeichnet haben.

## Einsatzaufgaben
Die Jagd-U-Boote sind für den Hochseeeinsatz gegen Über- und Unterwasserziele vorgesehen. Durch die Möglichkeit zur Verminung sind die U-Boote in der Lage, Seegebiete auch indirekt zu sperren.
Ihr Heimathafen ist die Fleetbase West auf Garden Island am Cockburn Sound nahe Perth in Westaustralien und sie können sowohl in den australischen Küstengewässern als auch in den vorgelagerten tieferen Seegebieten operieren. Die hohe Reichweite und Seeausdauer erlaubt autonome Einsätze in großen Teilen des Indischen und des südlichen Pazifischen Ozeans.
Die Collins besitzt die Fähigkeit, amphibische Spezialeinheiten zu transportieren und diese verdeckt anzulanden oder wieder aufzunehmen.

## Bau und konstruktive Merkmale

### Baugeschichte
Seit Beginn der 1980er suchte die australische Marine auf dem Weltmarkt nach einem Nachfolger der in die Jahre gekommenen Oberon-Klasse. Die geforderte U-Boot-Klasse sollte sowohl groß genug sein, um in den weiten australischen Seegebieten operieren zu können, als auch im eigenen Land gebaut werden. Nach mehrjähriger Auswahl entschied sich die australische Marine für den Typ 471 des renommierten schwedischen Schiffbauunternehmens Kockums. Der Entwurf ist eine vergrößerte Weiterentwicklung der Västergötland-Klasse und wird zur 5. Generation der zu diesem Zeitpunkt bald 70-jährigen schwedischen Geschichte im U-Boot-Bau gezählt. Im Juni 1987 wurde ein Vertrag über sechs Lizenzbauten und eine Option auf vier weitere Boote unterzeichnet.
Baubeginn der ersten Komponenten war im Juni 1989. Bug und Mittelschiff der ersten Einheiten wurden in Schweden gefertigt und in Australien mit dort gebauten Teilen komplettiert. Sechs U-Boote wurden zwischen 1989 und 2003 bei der Australian Submarine Corporation in Osborne bei Adelaide gebaut. Auf den Bau der vier optionalen Boote wurde verzichtet.
Da es von Anfang an Probleme mit dem US-amerikanischen Waffenleitsystem gab, wurden Modernisierungsmaßnahmen notwendig, so dass erst im Jahre 2007 alle Boote der Collins-Klasse voll einsatzfähig wurden.
Die Gesamtkosten des Projekts lagen bei ungefähr 6 Milliarden AUD.

### Hülle
Die Kriegsschiffe gehören zu den größten modernen nichtnuklearen U-Booten der Welt. Der Druckkörper erlaubt Einsatztauchtiefen von 300 m. Die Außenhaut der U-Boote ist mit schallschluckenden Kacheln versehen. Die zuerst gebaute Collins besitzt die Kacheln erst seit einer Modernisierung. Die anderen fünf Boote waren von Anfang an mit den Kacheln ausgestattet.

### Antrieb
Die U-Boote werden von einem dieselelektrischen Hybridantrieb aus drei Dieselgeneratoren mit einem Elektromotor als Hauptmaschine angetrieben. Der Propeller ist mechanisch völlig entkoppelt von den Dieselmaschinen.
Als Energiespeicher für die Tauchfahrt dienen Bleiakkumulatoren. Die Akkumulatoren wurden von Pacific Marine Batteries Pty. Ltd. in Adelaide produziert.
Die drei 18-Zylinder-Viertakt-Turbodiesel vom schwedischen Typ Hedemora V 18B/14 geben zusammen eine maximale Leistung von 4,5 MW ab. Der Dieselantrieb kann, wie bei modernen U-Booten üblich, durch den Einsatz eines Schnorchels auch für die getauchte Marschfahrt in geringen Tauchtiefen eingesetzt werden.
Zur Stromerzeugung dienen drei Generatoren von Jeumont Electric mit jeweils 1,4 MW elektrische Leistung. Die elektrische Hauptmaschine stammt ebenfalls von Jeumont Electric und hat eine Leistung von 5,3 MW. Die U-Boote besitzen einen siebenblättrigen Propeller mit einem Durchmesser von 4,22 m.
Mit der Antriebsanlage kann aufgetaucht schneller als 10 kn (19 km/h) und getaucht schneller als 20 kn (37 km/h) gefahren werden. Die Reichweite bei Dieselantrieb beträgt bei einer Geschwindigkeit von 10 kn aufgetaucht 11.500 Seemeilen (21.300 km) und getaucht bei Einsatz des Schnorchels 9.000 Seemeilen (16.670 km). Die U-Boote können mit elektrischem Antrieb mit einer Geschwindigkeit von 4 kn (7 km/h) bis zu 400 Seemeilen (741 km) weit tauchen.
Neueste Planungen sehen den Einsatz eines Stirlingmotors vor. Die auf den schwedischen U-Booten der Södermanland- und Gotland-Klasse genutzte außenluftunabhängige Antriebsanlage würde die Unterwasserreichweite enorm vergrößern. Der Einsatz der modernen schwedischen Technologie erfordert aber umfangreiche Umbaumaßnahmen inklusive einer Verlängerung des Rumpfes.

### Bewaffnung
Die U-Boote besitzen im Bug sechs nach vorn gerichtete 53,3-cm-Torpedorohre. Zum Ausstoßen der Waffen aus den Rohren wird eine Turbinenpumpe genutzt.
Als Torpedobewaffnung dienen die US-amerikanischen Mark-48-Torpedos. Die Lenkwaffen besitzen einen 267 kg schweren Gefechtskopf und können sowohl gegen andere U-Boote als auch gegen Überwasserfahrzeuge eingesetzt werden. Sie laufen bei einer Geschwindigkeit von 55 kn bis zu 38 km und bei 40 kn bis zu 50 km weit. Neben den Torpedos können aus den Rohren auch Seezielflugkörper gestartet werden. Die von dem US-amerikanischen Rüstungskonzern Boeing produzierten UGM-84 Harpoon besitzen einen 227 kg schweren Gefechtskopf, können bei einer Geschwindigkeit von 460 kn bis zu 124 km weit fliegen und sind für den Einsatz gegen Überwassereinheiten geeignet. Die U-Boote können bis zu 22 Torpedos oder Flugkörper aber auch bis zu 44 Seeminen mitführen.

### Ausrüstung
Die Sehrohre wurden in Großbritannien gefertigt. Das Suchperiskop Optronic CK43 und das Angriffsperiskop Optronic CH93 wurden von Pilkington (inzwischen Thales Group) geliefert.
Die Sonaranlage ist großteils eine französisch/australische Gemeinschaftsentwicklung. Die U-Boote besitzen jeweils ein Schleppsonar.
Das Feuerleitsystem stammte ursprünglich von dem US-amerikanischen Luft- und Raumfahrtkonzern Rockwell International. Das System hatte viele technische Probleme und musste später ausgetauscht werden. Als Ersatz wurde das von dem US-amerikanischen Elektronikkonzern Raytheon produzierte CCS-MK-2-System gewählt. Die Raytheon-Technik wird auch auf den modernsten Virginia-Klasse-U-Booten der United States Navy eingesetzt. Das Umbauprogramm sieht vor, dass 2007 alle Boote mit der neuen Elektronik ausgestattet sind.

## Einsatz
Im Rahmen einer Seekriegsübung im Jahre 2003 konnten drei australische Collins-Klasse-U-Boote der US-amerikanischen U-Boot-Abwehr entkommen und bei simulierten Angriffen zwei Boote der Los-Angeles-Klasse und sogar einen Flugzeugträger „versenken“.

## Boote der Klasse
- Collins
  - Namensgeber: Vizeadmiral Sir John Augustine Collins (1899–1989)
  - Kiellegung: 14. Februar 1990
  - Stapellauf: 28. August 1993
  - Indienststellung: 27. Juli 1996
  - Heimathafen: Fleet Base West (Garden Island nahe Perth / Western Australia)
  - Verbleib: im aktiven Dienst.
- Farncomb
  - Namensgeber: Konteradmiral Harold Farncomb (1899–1971)
  - Kiellegung: 3. März 1991
  - Stapellauf: 15. Dezember 1995
  - Indienststellung: 31. Januar 1998
  - Heimathafen: Fleet Base West
  - Verbleib: im aktiven Dienst.
- Waller
  - Namensgeber: Kapitän Hector Waller (1900–1942)
  - Kiellegung: 7. Februar 1992
  - Stapellauf: 14. März 1997
  - Indienststellung: 10. Juli 1999
  - Heimathafen: Fleet Base West
  - Verbleib: im aktiven Dienst.
- Dechaineux
  - Namensgeber: Kapitän Emile Dechaineux (1902–1944)
  - Kiellegung: 4. März 1993
  - Stapellauf: 12. März 1998
  - Indienststellung: 23. Februar 2001
  - Heimathafen: Fleet Base West
  - Verbleib: im aktiven Dienst.
- Sheean
  - Namensgeber: Matrose Edward (Teddy) Sheean (1923–1942)
  - Kiellegung: 17. Februar 1994
  - Stapellauf: 1. Mai 1999
  - Indienststellung: 23. Februar 2001
  - Heimathafen: Fleet Base West
  - Verbleib: im aktiven Dienst.
- Rankin
  - Namensgeber: Kapitänleutnant Robert William Rankin (1907–1942)
  - Kiellegung: 12. Mai 1995
  - Stapellauf: 7. November 2001
  - Indienststellung: 29. März 2003
  - Heimathafen: Fleet Base West
  - Verbleib: im aktiven Dienst.

## Zukunft
Im Rahmen der Flottenmodernisierung und einer Neuausrichtung der australischen Sicherheitspolitik soll Australien zunächst Anfang der 2030er drei amerikanische Virginia-Klasse Atom-U-Boote erhalten, mit der Option auf zwei weitere. Gemeinsam mit Großbritannien sollen dann bis zu fünf weiter Atom-U-Boote der AUKUS-Klasse gebaut werden, was die Anzahl der australischen Atom-U-Boote auf acht bringen würde.